# René Gaultier de Varennes
René Gaultier de Varennes, conte de la Vérendrye (Chinon, 14 febbraio 1635 – Trois-Rivières, 4 giugno 1689) è stato un militare francese, uno dei primi governatori della città di Trois-Rivières (Canada).

## Biografia
Figlio cadetto di Bertrand Gaultier de Varennes e di Enriquette de Saint-Simon, apparteneva alla famiglia dei conti de Varennes et Vérendrye. Gilles Gaultier de Varennes, vissuto nel XIII secolo, era stato il possidente di un feudo nella contea di Tripoli, in Terra santa e Arthur de Varennes era caduto combattendo contro Enrico V ad Azincourt nel 1415. In ultimo, il padre di René, Bertrand, si era guadagnato il collare aureo dello Spirito Santo combattendo contro gli Ugonotti di La Rochelle.
René venne educato in una scuola di Gesuiti ed iniziato adolescente alla carriera delle armi. Nel 1665 emigrò in Canada. Divenuto capitano di un reggimento di fanti di stanza a Québec, in Nuova Francia, sposò Marie Boucher, figlia del governatore di Trois-Rivières. Distintosi in varie azioni di guerra contro le tribù Irochesi insieme ad Alexandre Leopold de Prouville, fu largamente ricompensato (grazie anche all'influenza del suocero) dal governatore Charles Jacques Clodvis Huault de Montmagny, riuscendo così ad assicurare al celebre figlio Pierre una degna istruzione. René de Varennes morì a  Trois-Rivières il 4 giugno 1689 a causa di un'epidemia di malaria.